# A1-verklaring
Een A1-verklaring (detacheringsverklaring) is een formulier dat een werknemer of zelfstandige uit een Europese Economische Ruimte-lidstaat (uitgezonderd transportmedewerkers) kan aanvragen, wanneer hij tijdelijk in een ander EER-land werkzaam is maar in zijn thuisland verzekerd wil blijven.
De A1-verklaring is in 1971 in het leven geroepen om de sociale zekerheidsrechten van werknemers te beschermen die door hun werkgever tijdelijk gedetacheerd worden naar een ander lidstaat in de EU. De A1-verklaring moet voorkomen dat werknemers die tijdelijk naar een ander lidstaat gedetacheerd worden, sociale zekerheidsaanspraken mislopen vanwege een versnipperd arbeidsverleden. Met het invullen van dit formulier voorkomt een werknemer dat hij een gat in bijv. zijn AOW pensioen krijgt en dat hij de sociale premies in het land waar hij op dat moment werkzaam is moet afdragen. Een belangrijk voorwaarde om een detacheringsverklaring (conform art. 12 EU-richtlijnen EC 883/2004 en EC 987/2009) aan te vragen is dat de werkzaamheden in het buitenland, niet langer dan 24 maanden duren.
In de EU is de hoofdregel dat sociale premies en loonbelasting in het werkland worden afgedragen. Maar met een A1-verklaring, kun je sociale premies in het thuisland oftewel het zendland blijven afdragen, terwijl je tijdelijk in een ander land werkt.
Dit detacheringformulier is internationaal bekend als het A1-formulier, als onderdeel van de formulieren uitgegeven in het kader van de coördinatie van sociale zekerheid. Vanaf 1 mei 2010 is iedere werknemer of zelfstandige verplicht om een A1-verklaring te hebben, bij grensoverschrijdende arbeid binnen de Europese Economische Ruimte.
Detachering moet in dit geval niet verward worden met het verhuren van personeel door uitzendbureaus.

## Soorten A1-verklaringen
Art. 12: Een A1-verklaring op grond van Artikel 12 EU-richtlijnen EC 883/2004 en EC 987/2009 is bedoeld voor personen die maximaal 24 maanden gaan werken in een andere staat binnen de EER. Gedurende deze periode hoeven zij geen sociale premies af te dragen in het land waar ze tijdelijk werken. Vier van de tien Art. 12 A1-verklaringen werd in 2018 uitgegeven aan personen werkzaam in de bouwsector en dan met name werkzaam in de bouwsector van Duitsland, Frankrijk, België, Nederland en Oostenrijk.

Art. 13: Een A1-verklaring op grond van Artikel 13 EU-richtlijnen EC 883/2004 en EC 987/2009 is bedoeld voor personen die in twee of meer andere
EU-lidstaten aan het werk zijn. Er is in deze variant geen maximumperiode waarin de premieheffing wordt verlegd. De helft van alle Art. 13 A1-verklaringen werd in 2018 uitgeven aan personen werkzaam in de wegtransportsector, met Polen als voornaamste verstrekkende land. Van de A1-verklaringen uitgegeven op grond van Art.13 wordt niet bijgehouden in welke landen de houders ervan hun arbeid verrichten.

De Europese Commissie schat in dat 0,8 procent van de EU-beroepsbevolking een A1-verklaring op zak heeft; gelijkelijk verdeeld tussen Art.12- en Art.13-verklaringen. Personen met een Art. 12 A1- verklaring zijn gemiddeld 91 dagen per uitgegeven verklaring in het buitenland aan het werk, voor personen met een A1-verklaring Art.13 zijn dat gemiddeld 300 dagen per verstrekte verklaring.
Je kunt je A1-verklaring kosteloos downloaden bij SVB

## Statistieken

### Werknemers met een A1-verklaring op Nederlands terrein
In de cijfers hieronder is te zien hoeveel werknemers er (per land) werken met een A1-verklaring op Nederlands terrein.
| Jaar | Totaal  | Werknemers | Zelfstandigen |               |
| ---- | ------- | ---------- | ------------- | ------------- |
| 2020 | 390.002 | 383.034    | 6.969         | [ 3 ]         |
| 2019 | 219.276 | 210.573    | 8.704         | [ 4 ] [ 5 ]   |
| 2018 | 126.342 | 120.980    | 5.362         | [ 5 ] [ 6 ]   |
| 2017 | 111.522 | 107.048    | 4.474         | [ 7 ] [ 8 ]   |
| 2016 | 90.873  | 86.626     | 4.136         | [ 9 ] [ 10 ]  |
| 2015 | 89.411  | 80.385     | 3.953         | [ 11 ]        |
| 2014 | 87.821  | n.a.       | n.a.          | [ 12 ]        |
| 2013 | 100.423 | n.a.       | n.a.          | [ 13 ] [ 14 ] |
| 2012 | 99.416  | n.a.       | n.a.          | [ 13 ]        |
| 2011 | 105.885 | n.a.       | n.a.          |               |
| 2010 | 91.560  | n.a.       | n.a.          |               |

| Herkomstland        | 2020    | 2019    | 2018    | 2017    | 2016   | 2015   | 2014   | 2013    | 2012   |
| ------------------- | ------- | ------- | ------- | ------- | ------ | ------ | ------ | ------- | ------ |
| Duitsland           | 317.887 | 131.859 | 47.502  | 42.935  | 28.378 | 27.669 | 30.162 | 38.727  | 37.699 |
| België              | 19.048  | 22.680  | 21.042  | 19.123  | 16.705 | 15.852 | 14.993 | 15.420  | 16.196 |
| Polen               | 17.877  | 17.009  | 14.988  | 14.547  | 13.330 | 13.820 | 12.882 | 17.256  | 17.512 |
| Slowakije           | 4.023   | 4.392   | 4.090   | 4.057   | 3.924  | 5.258  | 4.173  | 2.825   | 2.560  |
| Italië              | 3.904   | 3.904   | 4.927   | 3.035   | 1.474  | 1.691  | 967    | 634     | 1.241  |
| Litouwen            | 3.258   | 3.655   | 3.992   | 3.100   | 1.865  | 1.907  | 1.467  | 1.260   | 1.034  |
| Slovenië            | 3.218   | 2.597   | 1.972   | 3.702   | 3.469  | 2.420  | 2.255  | 3.227   | 2.903  |
| Verenigd Koninkrijk | 3.191   | 3.517   | 2.805   | -       | -      | -      | -      | -       | -      |
| Hongarije           | 2.617   | 4.299   | 2.936   | 2.715   | 3.046  | 2.115  | 1.922  | 2.337   | 2.679  |
| Spanje              | 2.529   | 5.617   | 4.996   | 3.698   | 3.034  | 2.449  | 2.250  | 2.149   | 1.509  |
| Portugal            | 2.356   | 2.979   | 3.249   | 2.796   | 2.906  | 3.945  | 5.081  | 6.293   | 4.701  |
| Roemenië            | 2.173   | 3.060   | 3.020   | 2.591   | 2.708  | 2.688  | 2.513  | 1.929   | 1.749  |
| Frankrijk           | 2.144   | 4.972   | 5.225   | 4.100   | 4.645  | 4.949  | 4.871  | 4.458   | 4.862  |
| Oostenrijk          | 1.295   | 2.187   | 886     | 1.033   | 1.208  | 885    | 1.208  | 1.496   | 1.594  |
| Griekenland         | 1.065   | 1.065   | 1.065   | 517     | 347    | 137    | 78     | 23      | 16     |
| Bulgarije           | 855     | 589     | 368     | 603     | 636    | 606    | 692    | 503     | 743    |
| Kroatië             | 812     | 1.061   | 823     | 1.003   | 1.041  | 965    | 814    | 150     | -      |
| Ierland             | 468     | 756     | 538     | 382     | 769    | 725    | 317    | 276     | 344    |
| Tsjechië            | 445     | 455     | 333     | 301     | 274    | 275    | 273    | 413     | 656    |
| Luxemburg           | 386     | 1.063   | 802     | 740     | 781    | 646    | 634    | 333     | 460    |
| Denemarken          | 224     | 399     | 401     | 194     | 61     | 124    | -      | -       | -      |
| Estland             | 66      | 188     | 205     | 238     | 101    | 145    | 82     | 118     | 473    |
| Finland             | 53      | 89      | 107     | 57      | 75     | 63     | 69     | 220     | 149    |
| Zweden              | 43      | 73      | 36      | 35      | 43     | 55     | 67     | 68      | 165    |
| Letland             | 38      | 50      | 10      | 12      | 27     | 19     | 23     | 288     | 118    |
| Noorwegen           | 18      | -       | -       | -       | -      | -      | -      | -       | -      |
| Malta               | 7       | 8       | 5       | 5       | 20     | 0      | 12     | 16      | 29     |
| IJsland             | <5      | <5      | 1       | 3       | 5      | 3      | 3      | 4       | 9      |
| Liechtenstein       | <5      | 0       | 0       | 0       | 0      | -      | 0      | 0       | 15     |
| Cyprus              | 0       | 0       | 0       | 0       | 1      | 0      | 4      | 0       | 0      |
| Totaal              | 390.002 | 219.276 | 126.342 | 111.522 | 90.873 | 89.411 | 87.821 | 100.423 | 99.416 |

NB. In bovenstaande tabellen worden alleen A1-verstrekkingen ‘naar één land’ weergegeven (art.12). A1-verklaringen ‘naar meerdere landen’ worden niet goed geregistreerd.
In 2019 en 2020 is een significante stijging van het aantal Duitsers met een A1-verklaring op Nederlands terrein opgetreden. Deze stijging heeft waarschijnlijk 2 oorzaken:
 
Ten eerste is er sinds januari 2019 veel aandacht in Duitsland wanneer een A1 verklaring moet worden aangevraagd. Voor veel medewerkers van (overheids-) organisaties was het onduidelijk of ze voor een korte dienstreis verplicht zijn vooraf een A1-verklaring aan te vragen. Uit de stellingname over de A1-verklaring van het Bundesministerium für Arbeit und Soziales (BMAS) wordt duidelijk dat er voor het aanvragen van A1-verklaringen, geen verschil is tussen langdurige detachering en korte dienstreizen. Vanaf dag 1 bij grensoverschrijdende arbeid is een A1-verklaring verplicht, er is geen minimumgrens in dagen. Het BMAS stelt verder dat het mogelijk is om voor korte dienstreizen een A1-verklaring achteraf aan te vragen, indien hier om wordt gevraagd. Dit geldt in het bijzonder voor dienstreizen korter dan 7 dagen. Deze stellingname bespaart voor de samenwerking binnen onze grensregio’s (overheids-) organisaties veel administratief werk. De toelichting betekent in de praktijk dat voor korte dienstreizen als een werkbezoek, vergadering of stagebezoek in het buurland vooraf geen A1-aanvraag ingediend hoeft te worden, maar dat deze ook achteraf aangevraagd mag worden. Deze stellingname heeft er waarschijnlijk toe geleidt, dat er veel meer A1-verklaringen zijn aangevraagd voor korte dienstreizen.

Ten tweede kan men in Duitsland vanaf 1 januari 2019 de A1-verklaringen elektronisch aanvragen, in plaats van op papier, zoals voorheen. Vanaf 1 juli 2019 is het zelfs verplicht geworden in Duitsland, om de A1-verklaringen digitaal aan te vragen.

### Nederlanders met een A1-verklaring die in het buitenland werken
In de cijfers hieronder is te zien hoeveel Nederlanders er met een A1-verklaring in het buitenland werken. 
| Jaar | Totaal  | Detacheringen (conform art. 12) | Detacheringen (conform art. 12) | Detacheringen (conform art. 12) | Detacheringen (conform art. 12) |        | Werken in twee of meer lidstaten (conform art. 13) | Werken in twee of meer lidstaten (conform art. 13) | Werken in twee of meer lidstaten (conform art. 13) | Werken in twee of meer lidstaten (conform art. 13) | Werken in twee of meer lidstaten (conform art. 13) | Werken in twee of meer lidstaten (conform art. 13) |  | Overige (conform art. 16) |       |
| Jaar | Totaal  | Totaal                          |                                 | Werknemers                      | Zelfstandigen                   | Totaal |                                                    | Werknemers                                         | Zelfstandigen                                      | Werk&zelf                                          | Ambtenaar& Werk of zelf                            | Totaal                                             |  |                           |       |
| ---- | ------- | ------------------------------- | ------------------------------- | ------------------------------- | ------------------------------- | ------ | -------------------------------------------------- | -------------------------------------------------- | -------------------------------------------------- | -------------------------------------------------- | -------------------------------------------------- | -------------------------------------------------- |  | ------------------------- | ----- |
| 2020 | 86.809  | 18.502                          |                                 | 16.270                          | 2.232                           |        | 67.304                                             |                                                    | 59.102                                             | 7.076                                              | 1.034                                              | 92                                                 |  | 1.003                     | [ 3 ] |
| 2019 | 104.652 | 25.074                          | 21.888                          | 3.186                           | 78.414                          | 71.148 | 6.210                                              | 934                                                | 122                                                | 1.164                                              | [ 4 ] [ 18 ]                                       |                                                    |  |                           |       |
| 2018 | 100.660 | 26.597                          | 23.007                          | 3.590                           | 73.095                          | 64.995 | 7.044                                              | 944                                                | 112                                                | 968                                                | [ 6 ]                                              |                                                    |  |                           |       |
| 2017 | 103.738 | 22.305                          | 19.231                          | 3.074                           | 79.823                          | 71.262 | 7.616                                              | 839                                                | 106                                                | 1.610                                              | [ 7 ]                                              |                                                    |  |                           |       |
| 2016 | 98.687  | 28.394                          | 26.661                          | 1.733                           | 68.377                          | 60.295 | 7.134                                              | 851                                                | 97                                                 | 1.916                                              | [ 9 ]                                              |                                                    |  |                           |       |
| 2015 | 95.017  | 27.162                          | 24.554                          | 2.608                           | 65.359                          | 56.294 | 8.131                                              | 803                                                | 131                                                | 2.496                                              | [ 11 ]                                             |                                                    |  |                           |       |
| 2014 | 116.060 | 37.775                          | 34.880                          | 2.895                           | 75.236                          | 66.098 | 8.096                                              | 899                                                | 143                                                | 3.048                                              | [ 12 ]                                             |                                                    |  |                           |       |
| 2013 | 95.719  | 25.429                          | 23.157                          | 2.272                           | 68.554                          | n.a.   | n.a.                                               | n.a.                                               | n.a.                                               | 1.736                                              | [ 13 ]                                             |                                                    |  |                           |       |
| 2012 | 84.202  | 24.199                          | 22.077                          | 2.122                           | 58.569                          | n.a.   | n.a.                                               | n.a.                                               | n.a.                                               | 1.434                                              | [ 13 ]                                             |                                                    |  |                           |       |
| 2011 | n.a.    | 25.986                          | n.a.                            | n.a.                            | 44.788                          | n.a.   | n.a.                                               | n.a.                                               | n.a.                                               | n.a.                                               |                                                    |                                                    |  |                           |       |
| 2010 | n.a.    | 15.190                          | n.a.                            | n.a.                            | 44.822                          | n.a.   | n.a.                                               | n.a.                                               | n.a.                                               | n.a.                                               |                                                    |                                                    |  |                           |       |

| Werkland            | 2020   | 2019   | 2018   | 2017   | 2016   | 2015   | 2014   | 2013   | 2012   |
| ------------------- | ------ | ------ | ------ | ------ | ------ | ------ | ------ | ------ | ------ |
| België              | 7.007  | 7.669  | 9.926  | 9.559  | 12.872 | 12.850 | 19.219 | 12.580 | 12.151 |
| Duitsland           | 3.380  | 5.196  | 4.824  | 4.626  | 5.534  | 5.877  | 8.884  | 5.438  | 5.073  |
| Frankrijk           | 1.548  | 3.150  | 2.819  | 2.690  | 2.773  | 2.512  | 2.695  | 2.036  | 1.916  |
| Verenigd Koninkrijk | 528    | 966    | 930    | 984    | 1.233  | 1.234  | 1.717  | 1.251  | 1.421  |
| Italië              | 521    | 971    | 1.009  | 968    | 1.340  | 995    | 1.160  | 706    | 811    |
| Spanje              | 466    | 1.006  | 885    | 867    | 1.147  | 796    | 856    | 617    | 605    |
| Oostenrijk          | 447    | 1.156  | 575    | 563    | 669    | 501    | 649    | 522    | 423    |
| Zwitserland         | 354    | 486    | 496    | 480    | 573    | 627    | 691    | 483    | 327    |
| Denemarken          | 315    | 262    | 156    | 148    | 270    | 247    | 259    | 129    | 268    |
| Polen               | 231    | 280    | 46     | 166    | 203    | 153    | 152    | 119    | 135    |
| Luxemburg           | 200    | 225    | 223    | 219    | 196    | 328    | 180    | 178    | 198    |
| Zweden              | 106    | 156    | 179    | 181    | 573    | 132    | 158    | 191    | 168    |
| Finland             | 89     | 111    | 116    | 112    | 68     | 86     | 56     | 38     | 37     |
| Noorwegen           | 78     | 142    | 129    | 131    | 183    | 174    | 218    | 443    | 155    |
| Griekenland         | 75     | 139    | 155    | 155    | 104    | 127    | 165    | 128    | 143    |
| Roemenië            | 73     | 53     | 62     | 66     | 61     | 71     | 89     | 78     | 42     |
| Portugal            | 69     | 101    | 46     | 43     | 65     | 88     | 81     | 58     | 70     |
| Hongarije           | 49     | 85     | 61     | 65     | 83     | 61     | 49     | 65     | 48     |
| Tsjechië            | 46     | 55     | 44     | 51     | 117    | 44     | 117    | 122    | 82     |
| Ierland             | 43     | 73     | 47     | 49     | 114    | 77     | 66     | 58     | 26     |
| Slovenië            | 23     | 27     | 22     | 22     | 26     | 22     | 23     | 24     | 15     |
| Cyprus              | 15     | 14     | 16     | 16     | 25     | 4      | 30     | 0      | 0      |
| Kroatië             | 11     | 31     | 20     | 19     | 21     | 24     | 14     | 0      | 0      |
| IJsland             | 8      | 14     | 15     | 15     | 9      | 2      | 1      | 0      | 3      |
| Bulgarije           | 7      | 11     | 33     | 31     | 39     | 39     | 47     | 30     | 29     |
| Letland             | 6      | 6      | 4      | 4      | 8      | 17     | 38     | 8      | 1      |
| Slowakije           | <5     | 28     | 17     | 20     | 53     | 16     | 48     | 81     | 15     |
| Litouwen            | <5     | 15     | 28     | 29     | 4      | 3      | 72     | 30     | 33     |
| Estland             | <5     | 10     | 13     | 14     | 12     | 23     | 35     | 4      | 1      |
| Malta               | <5     | <5     | 12     | 12     | 83     | 6      | 5      | 12     | 3      |
| Liechtenstein       | 0      | 0      | 0      | 0      | 1      | 5      | 1      | 0      | 0      |
| Onbekend            | 2.795  | 2.634  | 3.563  | 0      | 0      | 0      | 0      | 0      | 0      |
| Totaal              | 18.502 | 25.074 | 26.597 | 22.305 | 28.394 | 27.162 | 37.775 | 25.429 | 24.199 |